# Децим Лелий Балб (консул 46 г.)
Вижте пояснителната страница за други личности с името Децим Лелий Балб.
Децим Лелий Балб (на латински: Decimus Laelius Balbus) e политик и сенатор на Римската империя през 1 век.

## Биография
Произлиза от фамилията Лелии и е син на Децим Лелий Балб (консул 6 пр.н.е.).
След Квинт Сулпиций Камерин (15 март-юни) от 1 юли до август/септември 46 г. Децим Лелий Балб e суфектконсул заедно с консул Марк Юний Силан (консул 46 г.). След него суфектконсул става до края на годината Гай Теренций Тулий Гемин.
Той е вероятно баща на Лелия, весталка, която умира през 62 г.